# Ján Lipiansky
Ján Lipiansky (manchmal auch Lipianský) (* 23. Juli 1974 in Bratislava, Tschechoslowakei) ist ein ehemaliger slowakischer Eishockeyspieler.

## Karriere
Ján Lipiansky begann seine Karriere als Eishockeyspieler in seiner Heimatstadt in der Nachwuchsabteilung des HC Slovan Bratislava, für dessen Profimannschaft er in der Saison 1992/93 sein Debüt in der 1. Liga, der höchsten tschechoslowakischen Spielklasse, gab. Nach Teilung der Tschechoslowakei verbrachte er die folgenden vier Jahre mit Slovan Bratislava in der neu gegründeten slowakischen Extraliga. In der Saison 1994/95 bestritt er zudem sieben Spiele für die Hershey Bears aus der American Hockey League, nachdem er zuvor von deren Kooperationspartner Philadelphia Flyers im NHL Entry Draft 1994 in der elften Runde als insgesamt 240. Spieler ausgewählt worden war. In der Saison 1997/98 war der Center erstmals im Ausland aktiv, als er zunächst für den HC Energie Karlovy Vary aus der tschechischen Extraliga sowie anschließend für Ässät Pori und Tappara Tampere aus der finnischen SM-liiga sowie den Kalix HF aus der Division 1, der damals noch zweithöchsten schwedischen Spielklasse, auflief.
Von 1998 bis 2000 spielte Lipiansky wieder für den HC Slovan Bratislava, mit dem er in der Saison 1999/2000 erstmals in seiner Laufbahn den slowakischen Meistertitel gewann. In der folgenden Spielzeit wurde er Tschechischer Meister mit dem HC Slovnaft Vsetín. Die Hauptrunde der Saison 2001/02 verbrachte er bei seinem Ex-Klub Ässät Pori in der finnischen SM-liiga. Während der Playoffs kam er zu zwei Einsätzen für den HC Ambrì-Piotta in der Schweizer Nationalliga A. Die Saison 2002/03 begann der ehemalige Nationalspieler beim HC Slovan Bratislava in der slowakischen Extraliga und beendete sie bei den Kassel Huskies in der Deutschen Eishockey Liga. Im Sommer 2003 kehrte er zum HC Energie Karlovy Vary nach Tschechien zurück. Im Laufe der Saison 2004/05 schloss er sich dem HC Košice aus seiner slowakischen Heimat an, für den er anschließend zweieinhalb Jahre lang auf dem Eis stand. Die Saison 2007/08 verbrachte er sowohl beim HKm Zvolen, als auch dem HK Nitra in der slowakischen Extraliga. In der folgenden Spielzeit begann er erneut beim HKm Zvolen, ehe er zu seinem Stammverein HC Slovan Bratislava zurückkehrte. Mit diesem gewann er in der Saison 2011/12 erneut den slowakischen Meistertitel.
Zur Saison 2012/13 wurde Slovan Bratislava in die Kontinentale Hockey-Liga aufgenommen. Nach dem Ende seiner ersten KHL-Spielzeit beendete Lipiansky seine Karriere und wurde Assistenztrainer beim HC Slovan. 2014 übernahm er ein Traineramt im Nachwuchsbereich des HC Slovan. Anschließend war er für die slowakische U17-Nationalmannschaft verantwortlich.  

### International
Für die Tschechoslowakei nahm Lipiansky an der U18-Junioren-Europameisterschaft 1992 teil, bei der er mit seiner Mannschaft die Goldmedaille gewann. Für die Slowakei nahm er an der U20-Junioren-C-Weltmeisterschaft 1994 teil. Zudem stand er im Aufgebot seines Landes bei der Weltmeisterschaft 1999.

## Erfolge und Auszeichnungen
- 2000 Slowakischer Meister mit dem HC Slovan Bratislava
- 2001 Tschechischer Meister mit dem HC Slovnaft Vsetín
- 2012 Slowakischer Meister mit dem HC Slovan Bratislava
- 2022 Slowakischer Meister mit dem HC Slovan Bratislava (als Co-Trainer)

### International
- 1992 Goldmedaille bei der U18-Junioren-Europameisterschaft
- 1994 Aufstieg in die B-Weltmeisterschaft bei der U20-Junioren-C-Weltmeisterschaft